# Entodon scabridens
Entodon scabridens är en bladmossart som beskrevs av Lindberg 1872. Entodon scabridens ingår i släktet Entodon och familjen Entodontaceae. Inga underarter finns listade i Catalogue of Life.